# Zameus ichiharai
Zameus ichiharai är en hajart som först beskrevs av Yano och Tanaka 1984.  Zameus ichiharai ingår i släktet Zameus och familjen håkäringhajar. Inga underarter finns listade i Catalogue of Life.
Ibland listas arten i släktet Scymnodon.
Arten förekommer i havet vid Andamanerna, Taiwan och Honshu i Japan. Den vistas i områden som ligger 450 till 830 meter under havsytan. Exemplaren blir maximal 151 cm långa. Könsmognaden infaller för honor vid en längd av 126 cm och för hannar vid 89 cm. Honor lägger inga ägg utan föder levande ungar. En liknande art kan leva 39 år.
Flera exemplar hamnar som bifångst i fiskenät och arten fiskas som matfisk. Hela populationen minskar. IUCN kategoriserar arten globalt som sårbar.